# Sigfredo Hillers
Sigfredo Hillers de Luque (Madrid, 16 de diciembre de 1934-Madrid, 24 de noviembre de 2017) fue un docente y político español falangista.

## Biografía
Nacido en Madrid el 16 de diciembre de 1934, ingresó en el Frente de Juventudes en 1944. Posteriormente, en 1953, ingresó en la XVI Centuria de la Guardia de Franco. Obrero desde los 16 años, consiguió matricularse en la Universidad y licenciarse en Sociología y Derecho. Posteriormente amplió estudios en Berlín y Bonn. En 1975 publicó su tesis doctoral, con el título España: Una revolución pendiente. Obtuvo plaza como profesor titular en la Facultad de Derecho de la Universidad Complutense. 
En 1963 fundó el Frente de Estudiantes Sindicalistas (FES) junto con Narciso Perales, Ceferino Maestú y Juan Diego. Este grupo nació al calor de los círculos falangistas disidentes con la línea oficial del «Movimiento Nacional». No obstante, a medida que avanzaba la década surgieron fuertes disidencias entre Hillers, Perales y Maestú.
Hillers fundaría la asociación juvenil «Octubre», germen de la posterior Falange Española Independiente.
Tras la muerte de Franco se posicionó como líder de la Falange Española Independiente. Su colectivo compitió por las siglas oficiales de «FE de las JONS» con los Círculos Doctrinales «José Antonio», la Falange Española «Auténtica» y el Frente Nacional Español de Raimundo Fernández Cuesta, que se llevó el gato al agua y consiguió las siglas, manteniendo Hillers conflictos desde muy pronto con dicha formación. Tuvo un papel meramente testimonial en la Transición y acabaría abandonando la política en 1984. Centrado en la actividad docente, con posterioridad publicó varias obras.
Falleció en Madrid el 24 de noviembre de 2017.

## Obra
- —— (1974). Ética y estilo falangistas. Madrid: Gráficas Lázaro Carrasco.[16][f]
- —— (1975). España, una revolución pendiente. Madrid: FES.[5]